# 刺殺
刺殺（しさつ、英: put out）とは、野球・クリケットなどにおいて、守備側プレイヤーが打者や走者を直接的にアウトにすること、またはその野手に記録される守備記録のことである。

## 定義
刺殺が記録されるプレイの定義は以下の3種類である。
- 飛球を捕球したことにより打者をアウトにしたとき
- 打球やその跳ね返りなどを捕り、自ら触球して打者や走者をアウトにしたとき
- 送球を捕り、触球して打者や走者をアウトにしたとき

アウトが発生すると、必ず守備側選手の誰かに刺殺が記録される。第3アウトが成立すると攻守を交代するので、1イニングに記録されるアウトの数は常に3つである。よって、あるチームの守備イニング数（＝投手陣の投球回数）の3倍と、そのチームの刺殺数は常に等しい。また、打者および走者の取り得る結果は「アウトになる（守備側の刺殺）」「出塁し、本塁に帰ってくる（得点）」「出塁し、塁上に残ったまま攻守交代になる（残塁）」の3種類であるため、「攻撃側の打者数=攻撃側の得点+残塁+守備側の刺殺」が常に成立する。
上記のほかの（現実の刺殺者がいない）ケースでアウトが発生した場合には、別途規則により、刺殺が記録される野手が定められている。

## 刺殺記録の事例
1. 三塁手がゴロを捕って、一塁手へ送球し、一塁手が一塁に触球して打者走者をアウトにした場合。
  - 一塁手に刺殺を記録する。
2. 捕手が二塁へ送球し、遊撃手がこれを捕って、盗塁を試みた一塁走者に触球して一塁走者をアウトにした場合。
  - 遊撃手に刺殺を記録する。
3. 一・二塁間で走者が挟まれ、一塁手も一度ボールに触れたが、最終的には投手が触球してその走者をアウトにした場合。
  - 触球してアウトにした投手に刺殺を記録する。
4. 飛球を捕球した外野手が三塁へ送球し、タッチアップを試みた二塁走者が三塁手に触球されてアウトになった場合。
  - 打者のアウトは外野手の捕球によるものなので外野手に刺殺を記録する。二塁走者のアウトは三塁手の触球によるものなので三塁手に刺殺を記録する。
5. 三塁手に対する守備妨害で二塁走者がアウトになった場合。
  - 妨害を受けた三塁手に刺殺を記録する。
6. 走者が打球に触れてアウトになった場合。
  - 走者が打球に触れた地点の最も近くに位置していた野手に刺殺を記録する。
7. 走者一塁で三塁手がゴロを捕って二塁手へ送球、二塁手が送球を捕って二塁を踏んで一塁走者をアウトにしたのち、一塁手へ送球し、一塁手が一塁に触れた状態でこれを受けて打者走者をもアウトにした場合。
  - 一塁走者のアウトは二塁手に刺殺を記録し、打者走者のアウトは一塁手に刺殺を記録する。
8. 打者が三振でアウトになった場合。
  - 捕手が捕球できなければ振り逃げの可能性もあるので、直接アウトにしたのは捕手と考えられるため、捕手に刺殺を記録する。同様に、2ストライク後にバントした打球がファウルボールになった（いわゆる「スリーバント失敗」）場合も捕手に刺殺を記録する。
9. 捕手が第3ストライクの投球を正規に捕球できず（振り逃げの条件が成立）、一塁手へ送球し、一塁手が一塁に触球して打者走者がアウトになった場合。
  - 一塁手に刺殺を記録する。
10. インフィールドフライが宣告された場合。
  - 通常の守備をして捕球できると考えられる野手に刺殺が記録される。野手が捕球したか捕球しなかったかは関わりがない。ただし、捕球しなかった結果、打球がファウルボールになってしまった場合は打者のアウトは取り消されるため、野手に刺殺を記録しない。
11. ある走者と、別の走者との順序が入れ替わってしまい、後位の走者がアウトになった場合。
  - その入れ替わりが発生した地点の最も近くに位置していた野手に刺殺を記録する。
12. 打順間違いによる打者アウトの場合。
  - 捕手に刺殺を記録する。

## 記録の見方
基本的に異なる守備位置同士の刺殺数を比較してその優劣を論じることはあまり意味がない。
- 外野手は飛球の処理が刺殺の大部分を占めることから、外野手の刺殺数の多さはその外野手の守備範囲の広さをよく表していると見ることができる。なおメジャーリーグにおいて、外野手でシーズン500刺殺以上を記録した選手は過去5人しかいない。
- 内野手についてはその限りではない。内野フライはほぼ確実にアウトになる事、補殺が絡んだ場合に刺殺が付いた野手の守備力を表しにくい事などから内野守備の評価に直結しない。
- 投手は守備機会そのものが少ないため刺殺数自体はあまり参考にされない。充分に大きい守備機会数を母数として、補殺数や守備率などの指標によってフィールディングの良さを見ることになる。

## 刺殺に関する記録

### 日本プロ野球
| 記録           | 刺殺数 | 選手名   | 所属球団       | 達成年度        |
| -------------- | ------ | -------- | -------------- | --------------- |
| 日本記録       | 5102   | 福本豊   | 阪急ブレーブス | 1969年 - 1988年 |
| セ・リーグ記録 | 4637   | 山本浩二 | 広島東洋カープ | 1969年 - 1986年 |

| 記録              | 刺殺数 | 選手名   | 所属球団                     | 達成年度      |
| ----------------- | ------ | -------- | ---------------------------- | ------------- |
| 日本記録          | 397    | 辰己涼介 | 東北楽天ゴールデンイーグルス | 2024年        |
| 1リーグ制時代記録 | 391    | 青田昇   | 読売ジャイアンツ             | 1948年        |
| セ・リーグ記録    | 350    | 中利夫   | 中日ドラゴンズ               | 1963年 1965年 |

| 選手名   | 所属球団                 | 刺殺数 | 記録日        |
| -------- | ------------------------ | ------ | ------------- |
| 古田敦也 | ヤクルトスワローズ       | 19     | 2005年4月6日  |
| 山崎勝己 | 福岡ソフトバンクホークス | 19     | 2006年6月18日 |
| 松川虎生 | 千葉ロッテマリーンズ     | 19     | 2022年4月10日 |

### メジャーリーグ
| 守備位置 | 選手名                 | 刺殺数 |
| -------- | ---------------------- | ------ |
| 投手     | グレッグ・マダックス   | 546    |
| 捕手     | イバン・ロドリゲス     | 14841  |
| 一塁手   | ジェイク・ベックリー   | 23709  |
| 二塁手   | ビッド・マクフィー     | 6545   |
| 三塁手   | ブルックス・ロビンソン | 2697   |
| 遊撃手   | ラビット・モランビル   | 5139   |
| 外野手   | ウィリー・メイズ       | 7095   |

| 守備位置 | 選手名                 | 所属チーム                       | 達成年度 | 刺殺数 |
| -------- | ---------------------- | -------------------------------- | -------- | ------ |
| 投手     | デーブ・ファウツ       | セントルイス・ブラウンズ         | 1886年   | 57     |
| 捕手     | J.T.リアルミュート     | フィラデルフィア・フィリーズ     | 2023年   | 1190   |
| 一塁手   | ジグス・ドナヒュー     | シカゴ・ホワイトソックス         | 1907年   | 1846   |
| 二塁手   | ビッド・マクフィー     | シンシナティ・レッズ             | 1886年   | 529    |
| 三塁手   | デニー・ライオンズ     | フィラデルフィア・アスレチックス | 1887年   | 255    |
| 遊撃手   | ドニー・ブッシュ       | デトロイト・タイガース           | 1914年   | 425    |
| 外野手   | テイラー・ドゥーシット | セントルイス・カージナルス       | 1928年   | 547    |

| 順位 | 選手名                   | 所属             | 年度   | 刺殺数 |
| ---- | ------------------------ | ---------------- | ------ | ------ |
| 1    | テイラー・ドゥーシット   | カージナルス     | 1928年 | 547    |
| 2    | リッチー・アシュバーン   | フィリーズ       | 1951年 | 538    |
| 3    | リッチー・アシュバーン   | フィリーズ       | 1949年 | 514    |
| 4    | チェット・レモン         | ホワイトソックス | 1977年 | 512    |
| 5    | ドウェイン・マーフィー   | アスレチックス   | 1980年 | 507    |
| 6    | リッチー・アシュバーン   | フィリーズ       | 1956年 | 503    |
| 6    | ドム・ディマジオ         | レッドソックス   | 1948年 | 503    |
| 8    | リッチー・アシュバーン   | フィリーズ       | 1957年 | 502    |
| 9    | リッチー・アシュバーン   | フィリーズ       | 1953年 | 496    |
| 10   | リッチー・アシュバーン   | フィリーズ       | 1958年 | 495    |
| 11   | アンドリュー・ジョーンズ | ブレーブス       | 1999年 | 493    |